# Дана (больница)
Дана (ивр. בית החולים דנה לילדים‎ Дана-Дуэк) — педиатрический медкомплекс в Израиле, входит в состав Тель-Авивского медцентра.
Носит имя Рене и Субхи Дана. В 2010 году к названию добавилось имя семьи Дуэк, внесших вклад в создание современного центра неотложной помощи. В центре занимаются детьми до 18 лет.
Скорая помощь обслуживает около 25 тыс. детей в год, госпитально 9,5 тыс. детей в год, около 45 500 детей посещает поликлинику ежегодно.
Направления: урология, ортопедия, аллергология, эндокринология, лор, гастроэнтерология и другие .